# Seznam poslanců Evropského parlamentu z Maďarska (2024–2029)
Toto je seznam poslanců Evropského parlamentu z Maďarska zvolených na období 2024 až 2029.

## Výsledky voleb
| 11          | 7     | 2  | 1  |  |
| Fidesz–KDNP | TISZA | DK | MH |  |

## Seznam europoslanců
Příslušnost k frakcím v Evropském parlamentu se ještě může změnit.
| Jméno | Jméno                | Kandidátní listina | Stranická příslušnost | Frakce v EP | V EP od r. | Poznámka |
| ----- | -------------------- | ------------------ | --------------------- | ----------- | ---------- | --- |
|       | Csaba Bogdán         | TISZA              | TISZA                 | —           | —          | Uvažovaný náhradník za zvoleného Pétera Magyara, který mandát europoslance původně nechtěl převzít.         |
|       | Zsuzsanna Borvendég  | Mi Hazánk          | Mi Hazánk             | ESN         | 2024       | Náhradnice za zvoleného László Toroczkaie, který mandát europoslance nepřevzal.                             |
|       | Dóra Dávid           | TISZA              | TISZA                 | EPP         | 2024       | |
|       | Tamás Deutsch        | Fidesz–KDNP        | Fidesz                | P4E         | 2009       | |
|       | Klára Dobrevová      | DK–MSZP–PM         | DK                    | S&D         | 2019       | |
|       | Csaba Dömötör        | Fidesz–KDNP        | Fidesz                | P4E         | 2024       | Od 22. září 2024 náhradník za Balázse Győrffyho, který rezignoval.                                          |
|       | Kinga Gálová         | Fidesz–KDNP        | Fidesz                | P4E         | 2004       | |
|       | Gabriella Gerzsenyi  | TISZA              | TISZA                 | EPP         | 2024       | |
|       | Balázs Győrffy       | Fidesz–KDNP        | Fidesz                | P4E         | 2024       | Zvolený europoslanec rezignoval v září 2024, jeho nástupcem se stal Csaba Dömötör.                          |
|       | Enikő Győriová       | Fidesz–KDNP        | Fidesz                | P4E         | 2009 2019  | |
|       | András Gyürk         | Fidesz–KDNP        | Fidesz                | P4E         | 2004       | |
|       | Viktória Ferenc      | Fidesz–KDNP        | Fidesz UMDSZ          | P4E         | 2024       | Europoslankyně za oblast Podkarpatí na Ukrajině.                                                            |
|       | György Hölvényi      | Fidesz–KDNP        | KDNP                  | P4E         | 2014       | |
|       | Kinga Kollár         | TISZA              | TISZA                 | EPP         | 2024       | |
|       | András Kulja         | TISZA              | TISZA                 | EPP         | 2024       | |
|       | Eszter Lakos         | TISZA              | TISZA                 | EPP         | 2024       | |
|       | András László        | Fidesz–KDNP        | Fidesz                | P4E         | 2024       | |
|       | Péter Magyar         | TISZA              | TISZA                 | EPP         | 2024       | Zvolený europoslanec, který původně plánoval, že nepřevezme mandát a jeho nástupcem se stane Csaba Bolgdán. |
|       | Csaba Molnár         | DK–MSZP–PM         | DK                    | S&D         | 2014       | |
|       | Ernő Schaller-Baross | Fidesz–KDNP        | Fidesz                | P4E         | 2021       | |
|       | Pál Szekeres         | Fidesz–KDNP        | Fidesz                | P4E         | 2024       | |
|       | Zoltán Tarr          | TISZA              | TISZA                 | EPP         | 2024       | |
|       | László Toroczkai     | Mi Hazánk          | Mi Hazánk             | —           | —          | Zvolený europoslanec, který nepřevzal mandát a jeho nástupkyní se stala Zsuzsanna Borvendég.                |
|       | Annamária Vicsek     | Fidesz–KDNP        | Fidesz VMSZ           | P4E         | 2024       | Europoslankyně za oblast Vojvodina v Srbsku.                                                                |

## Maďarští europoslanci z jiných států
Poslanci Evropského parlamentu maďarské národnosti zvolení z jiných členských států Evropské unie.
| Stát      | Poslanec      | Stranická příslušnost | Kandidátní listina | Frakce v EP | V EP od r. |
| --------- | ------------- | --------------------- | ------------------ | ----------- | ---------- |
| Rumunsko  | Loránt Vincze | RMDSZ                 | RMDSZ              | EPP         | 2019       |
| Rumunsko  | Gyula Winkler | RMDSZ                 | RMDSZ              | EPP         | 2007       |
| Slovensko | Lajos Ódor    | nestraník             | PS                 | Renew       | 2024       |